# Sabine Wulff
Sabine Wulff ist ein deutscher Spielfilm aus dem DEFA-Studio für Spielfilme von Erwin Stranka aus dem Jahr 1978 nach dem Roman Gesucht wird die freundliche Welt von Heinz Kruschel aus dem Jahr 1976.

## Handlung
Die 18-jährige Sabine Wulff wird aus dem Jugendwerkhof entlassen, in den sie wegen wiederholten Diebstahls eingewiesen wurde. Schuld für die Diebstähle war ihr Freund Jimmy, den sie liebte und der sie dazu überredete. Jimmy hatte auch ein leichtes Spiel mit ihr, da sie Probleme mit ihrem spießigen Elternhaus hatte. Deshalb will Sabine auch nach der Entlassung nicht zu ihren Eltern zurück, sondern nimmt sich bei Frau Prieselank ein möbliertes Zimmer. Doch sie geht noch bei Jimmy vorbei, um ihm zu sagen, dass sie ein neues Leben anfangen wird.
Dieses neue Leben beginnt mit regelmäßiger Arbeit in einer Schuhfabrik. Hier stößt sie immer wieder auf Vorurteile wegen ihrer Vergangenheit und zum anderen treffen ihre konsequenten Auffassungen und Haltungen, die durchaus richtig sind, bei ihren Kolleginnen kaum auf Verständnis. Als sie nicht meldet, dass Gisa bei der Abrechnung ihrer Tagesleistung betrügt, und sie nur auffordert, das zu unterlassen, wird das von ihr nicht gedankt, denn diese schwärzt sie unberechtigt bei der Meisterin Heide Hobohm an. Gisa wird geglaubt, denn bei einer Überprüfung wird festgestellt, dass die Anzahl der fertigen Schuhe nicht mit den Abrechnungen übereinstimmt, und Sabine mit ihrem Vorleben hat es schwer, das aufzuklären.
Aber auch mit der Liebe hat Sabine ihre Probleme. Nachdem sie nicht mehr mit Jimmy zusammen sein will, ist der erste Mann, mit dem sie sich anfreunden kann, ein alter Bekannter, der jetzt bei der Armee ist und gerade Urlaub hat. Doch nach einer gemeinsam verbrachten Nacht gesteht der ihr, dass er bereits fest gebunden ist und deshalb nicht mit ihr zusammen bleiben kann. Der Zweite ist der Draufgänger Atsche, ein Don Juan, der sie beeindruckt und der zieht auch bei ihr ein. Doch als sie bei ihren Problemen im Betrieb keine Unterstützung von ihm erhält, schmeißt sie ihn aus der Wohnung. Während einer Fahrt zu ihrem Onkel Karl trifft sie im Bus einen alten Schulfreund wieder und die beiden versuchen sich als Paar. Doch während einer Feier des Studenten mit seinen Doktoren und Professoren stellt sie fest, dass er sich ihretwegen schämt, und trennt sich deshalb wieder von ihm. Bleibt also doch wieder nur Jimmy übrig, den sie immer noch liebt. Auch dass die Wände seiner Wohnung voller Fotografien und selbstgemalter Bilder von ihr sind, überzeugt sie, dass er sie auch liebt. Nur dass er weiter so vor sich in den Tag hinein leben will wie bisher, ohne Verantwortung zu übernehmen, kann sie nicht ertragen und geht weiter die freundliche Welt suchen.

## Produktion
Sabine Wulff wurde von der Künstlerischen Arbeitsgruppe „Berlin“ auf ORWO-Color gedreht und hatte seine Uraufführung am 9. November 1978 im Berliner Kino Kosmos. Ab 21. Oktober 1979 lief der Film in Kinos der Bundesrepublik und am 4. Dezember 1979 wurde er im 1. Programm des Fernsehens der DDR gezeigt.
Das Szenarium stammte ebenfalls von Erwin Stranka und die Dramaturgie lag in den Händen von Anne Pfeuffer. Die Musik wurde von der Gruppe Brot und Salz eingespielt. Die Dreharbeiten fanden zum Teil in Burg (bei Magdeburg), so auch in der dortigen Schuhfabrik VEB „Roter Stern“, und in Nauen statt. Auch die bei Blankenburg gelegene Burg Regenstein diente als Drehort.

## Kritik
Für Helmut Ullrich von der Neuen Zeit bleibt es das Verdienst des Films, viele Fragen aufgeworfen zu haben: Wie wächst ein junger Mensch in unsere Welt hinein und wo gibt es da Probleme und Schwierigkeiten? Es gibt einige stillere und differenziertere Szenen, bei denen man sich wünscht, es gäbe mehr davon. Im Gedächtnis bleibt die beachtliche Leistung der jungen Karin Düwel in der Rolle der Sabine, in der noch mehr flackert und flammt als die Handlung hergibt, ein sehr lebensechter junger Mensch, ungebärdig unbequem und dabei sensibel und leicht verletzbar, kaltschnäuzig und lässig selbstverständlich und dabei doch sehr ernsthaft, sehnsüchtig und sich auslebend, schroff und empfindsam, unverklemmt und doch auch verkrampft. Doch ist insgesamt in der Geschichte mehr drin gewesen als herausgekommen ist.
Im Neuen Deutschland findet Horst Knietzsch, dass dieser Film im Detail genau beobachtet, das gezeigte unterschiedliche Milieu genau und realistisch gezeichnet ist und auch nicht mit künstlerischer Kritik an menschlicher Unreife und Schwarmgeisterei gespart wird.
Im Lexikon des internationalen Films steht, dass in dem Film ein Hohelied der Anpassung gesungen wird, welches nur durch einige aufmüpfige Dialogstellen notdürftig camoufliert ist.

## Auszeichnungen
- 1979: Theodor-Fontane-Preis des Bezirks Potsdam: Marlene Willmann (Szenenbild)
- 1979: Theodor-Fontane-Preis des Bezirks Potsdam: Erwin Stranka (Regie, Drehbuch und Szenarium)
- 1979: Theodor-Fontane-Preis des Bezirks Potsdam: Anne Pfeuffer (Dramaturgie)
- 1979: Theodor-Fontane-Preis des Bezirks Potsdam: Peter Brand (Kamera)
- 1980: 1. Nationales Spielfilmfestival der DDR: „Großer Steiger“ in der Kategorie „Preis für den wirkungsvollsten Film“ der Publikumsjury
- 1980: 1. Nationales Spielfilmfestival der DDR: Beste Nachwuchsdarstellerin Karin Düwel
- 1980: Staatliches Prädikat der DDR: Wertvoll